# Kupuk
Kupuk is een bestuurslaag in het regentschap Ponorogo van de provincie Oost-Java, Indonesië. Kupuk telt 2914 inwoners (volkstelling 2010).